# Anton Jäkl
Anton Jäkl, též Anton Jäkel (20. října 1827 – 8. ledna 1901), byl rakouský a český politik německé národnosti, ve 2. polovině 19. století poslanec Říšské rady a starosta Jablonce nad Nisou.

## Biografie
Profesí byl hodinářským mistrem.
Byl veřejně a politicky aktivní. V letech 1867–1873 a 1874–1880 působil jako starosta Jablonce n. Nisou. Působil i jako poslanec Říšské rady (celostátního parlamentu Předlitavska), kam nastoupil doplňovacích volbách roku 1880 za kurii venkovských obcí v Čechách, obvod Liberec, Český Dub, Jablonec atd. Slib složil 30. listopadu 1880. Mandát zde obhájil ve volbách roku 1885. Ve volebním období 1879–1885 se uvádí jako Anton Jaekl, starosta, bytem Jablonec nad Nisou.
V roce 1880 patřil mezi oficiální kandidáty německých liberálů (tzv. Ústavní strana). Na Říšské radě byl koncem listopadu 1880 přijat do mladoněmeckého Klubu sjednocené Pokrokové strany (Club der vereinigten Fortschrittspartei). Od roku 1881 patřil do klubu Sjednocené levice, do kterého se spojilo několik ústavověrných proudů německých liberálů. Za tento klub uspěl i ve volbách roku 1885. Po rozpadu Sjednocené levice přešel do frakce Německý klub. V roce 1890 se uvádí jako poslanec obnoveného klubu německých liberálů, nyní oficiálně nazývaného Sjednocená německá levice.